# Glen Edwards

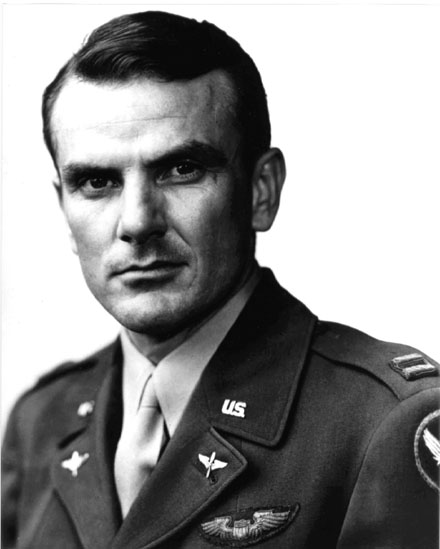
Glen Edwards

Glen Walter Edwards (* 5. März 1918 in Medicine Hat, Alberta, Kanada; † 5. Juni 1948 auf dem Areal der heutigen Edwards Air Force Base, Kalifornien) war ein US-amerikanischer Testpilot.
Nach seinem Studium an der University of California, Berkeley trat Edwards am 15. Juli 1941 in die US Army Air Forces (USAAF) ein. Nach Einsätzen über Nordafrika und Sizilien kehrte er im Dezember 1943 in die USA zurück und wurde Testpilot. Im Rahmen dieser Tätigkeit war er u. a. auch an der Erprobung der Nurflügelflugzeuge der Northrop Corporation wie z. B. der XB-35 und YB-49 beteiligt.
Am 5. Juni 1948 wurde Edwards bei dem Absturz des Northrop YB-49-Prototyps auf der Muroc Air Force Base getötet. Die Basis wurde am 8. Dezember 1949 zu Ehren von Glen Edwards in Edwards Air Force Base umbenannt.